# Sant’Agata (voilier)
 (septembre 2023).
Si vous disposez d'ouvrages ou d'articles de référence ou si vous connaissez des sites web de qualité traitant du thème abordé ici, merci de compléter l'article en donnant les références utiles à sa vérifiabilité et en les liant à la section « Notes et références ».
Le Sant’Agata est un ancien cargo norvégien de la compagnie Concord Canning Co. Mis à l’eau le 17 octobre 1917, il s’appelait initialement Hausten avant d’être renommé en 2023 Sant'Agata.
Il sert actuellement de voilier-école, basé à Sant'Agata di Militello. Il est la propriété de l’Amici di Sant’Agata, une association italienne d’action sociale et culturelle.

## Histoire
Ce ketch a été construit en Norvège en 1917 pour une flottille de transport de bois brut sur la mer du Nord. 
Le nom « Sant’Agata » vient de la Sainte Agathe protectrice de la Sicile et c'est aussi le nom d'un village italien de Sant'Agata di Militello où le bateau travaille maintenant.
Il porta avant les noms de : Hausten et Concord II.